# Пермискюла
Пе́рмискюла (эст. Permisküla, нем. Permesküll), ранее Верхнее Село (эст. Verhnejeselo) — деревня в волости Алутагузе уезда Ида-Вирумаа, Эстония.
До административной реформы местных самоуправлений Эстонии 2017 года входила в состав волости Иллука (упразднена).

## География и описание
Расположена в верхнем течении реки Нарва, в 9 км от Чудского озера, в 24 км к востоку от волостного центра — посёлка Ийзаку, и в 36 км к юго-востоку от уездного центра — города Йыхви. Высота над уровнем моря — 40 метров. Территория деревни также включает в себя расположенный напротив неё речной остров Пермискюла (рус. — Верховский, Верхнесельский).
Климат умеренный. Официальный язык — эстонский. Почтовый индекс — 41013.

## Население
По данным переписи населения 2021 года, в Пермискюла насчитывалось 33 жителя, из них 7 (21,2 %) — эстонцы.
По данным переписи населения 2011 года, в деревне проживали 15 человек, национальность неизвестна.
Численность населения деревни Пермискюла по данным переписей населения:
| Год  | 1959 | 1970 | 1979 | 1989 | 2000 | 2011 | 2021 |
| ---- | ---- | ---- | ---- | ---- | ---- | ---- | ---- |
| Чел. | 68   | ↘ 22 | ↘ 16 | ↘ 11 | ↗ 21 | ↘ 15 | ↗ 33 |

## История
В письменных источниках 1583 года упоминается Pelismeckill (деревня), 1615 года — Pallemissby, 1620 года — Pällemis by, 1650 года — Pehlmeeskülla, 1688 года — Pelmesküll Byy, 1726 года — Permiskülla, 1796 года — Permiskül. 
На военно-топографических картах Российской империи (1846–1863 годы), в состав которой входила Эстляндская губерния, деревня обозначена как Верхнее Село.
До земельной реформы 1919 года деревня относилась к побочной мызе рыцарской мызы Паггар (нем. Paggar): в русских источниках она называлась мыза Верхнее Село, а также хутор Пермискюль, в эстонcких источниках — мыза Пермискюла (эст. Permisküla mõis), на немецком языке — мыза Пермескюль (нем. Beigut Permesküll).
В 1964 году на территории деревни (в настоящее время — на частной земле) был установлен памятный камень с надписью «В июле-августе 1941 г. на берегу реки Нарвы героически сражались бойцы 5 Нарвского и 6 Вирумааского истребительных батальонов и 266 отдельной пулемётно-артиллерийской дивизии». В надписи ошибка: в июле 1941 года здесь не было никаких боёв, бои в районе деревни шли в 1944 году между советскими войсками и эстонскими пограничными полками СС. В протоколе от 30 ноября 2022 года рабочая группа по советским памятникам при Госканцелярии Эстонии признала памятник «красным монументом», подлежащим удалению из общественного пространства. Памятник был ликвидирован в 2023 году (см. Список советских военных памятников Эстонии).

## Комментарии
1. ↑  Эстонские топонимы, оканчивающиеся на -а, не склоняются и не имеют женского рода (исключение — Нарва)[7].